# Thadeosaurus
Thadeosaurus is een uitgestorven geslacht behorend tot de Tangasauridae, een groep Younginiformes die in het Perm leefde. Thadeosaurus leefde in wat nu Madagaskar is, getuige de fossielen die daar van Thadeosaurus werden gevonden.
De typesoort Thadeosaurus colcanapi werd in 1981 benoemd en beschreven door Robert Lynn Carroll. De geslachtsnaam is een anagram van Datheosaurus omdat de resten daar in 1926 door Jean Piveteau eerst aan waren toegewezen. Beide taxa zijn niet nauw aan elkaar verwant. De soortaanduiding eert kapitein J.-M. Colcanap welke het fossiel ontdekte bij de rivier de Sakamena.
Het holotype bestaat uit de plaat en tegenplaat PM 1908-11-13a/PM 1908-11-19a.
Thadeosaurus was ongeveer zestig centimeter lang. Zijn relatief lange staart besloeg twee derde van zijn lichaamslengte. Het borstbeen van de Thadeosaurus was sterk ontwikkeld, wat erop wijst dat het een goede renner was. Ook de vorm van de vijf zeer lange, van klauwen voorziene tenen bevorderde de afzet tegen de grond tijdens het lopen.